# Joel Bitonio
(en) Statistiques sur pro-football-reference
Joel Michael Bitonio, né le 11 octobre 1991 à San Pedro en Californie, est un sportif professionnel américain de football américain jouant au poste d'offensive guard pour la franchise de Browns de Cleveland dans la National Football League (NFL).
Au cours de sa carrière en NFL, il a été sélectionné à six reprises pour le Pro Bowl ainsi que deux fois dans la première équipe All-Pro et trois fois dans la deuxième équipe.

## Jeunesse
Bitonio étudie au lycée Woodrow Wilson (en) de Long Beach en Californie, oùil joue au football américain. Il est considéré comme un excellent joueur dans trois sports. Il ests électionné dans l'équipe type du Press Telegram en football américain et en basket-ball lors de son année senior.
En football américain, il est sélectionné à deux reprises dans l'équipe type ainsi que meilleur joueur de la Moore League. Il a été sélectionné dans l'équipe type regroupant l'ensemble des conférences lycéennes ainsi que dans la deuxième équipe des États par MaxPreps.com. Senior, Bitonio était également excellent en athlétisme. Il a mené la ligue au lancer du poids, enregistrant un lancer de 15,39 mètres lors des préliminaires du 2009 CIF Southern Section Division 1.

### Carrière universitaire
Bitonio étudie à l'université du Nevada à Reno où il joue au football américain universitaire dans la NCAA Division I FBS pour son équipe du Wolf Pack de 2010 à 2013. Il y est titulaire lors des 39 matchs consécutifs qu'il y joue. Lors de son année senior, il est sélectionné dans m'équipe type de la Mountain West Conference.

### Carrière professionnelle
Considéré comme un des meilleur candidat à la draft 2014 de la NFL au poste d'offensive tackle,, Bitonio est y sélectionné en 35e rang lors du deuxième tour par les Browns de Cleveland. Il est désigné titulaire au poste de guard gauche pour le début de la saison 2014 et le reste toute la saison au terme de laquelle il est sélectionné dans l'équipe des meilleurs rookies de la ligue par la Pro Football Writers Association (en) (PFWA).  
Le 7 décembre 2015, Bitonio est placé sur la liste des réservistes blessés ainsi que le 14 octobre 2016, après une blessure au pied en 5e semaine.
Le 9 mars 2017, Bitonio signe avec les Browns une extension de contrat pour une durée de 5 ans et un montant de 51,2 millions de dollars. Il obtient sa première sélection pour le Pro Bowl en fin de saison 2018 en remplacement de David DeCastro des Steelers de Pittsburgh lequel est blessé.
Bitonio est sélectionné dans la première équipe All-Pro 2020, en compagnie de trois coéquipiers, le defensive end Myles Garrett, le l'offensive tackle Jack Conklin et l'offensive guard Wyatt Teller,
Il est placé sur la liste des réservistes touchés par la Covid-19 le 5 janvier 2021
 et réactivé le 15 janvier 2021.
Le 10 novembre 2021, Bitonio signe une extension de contrat de trois ans pour un montant de 48 millions de dollars.

## Statistiques
| Taille             | Poids          | Bras            | Main           | Sprint   | Sprint   | Sprint   | Shuttle 20 yards | 3 cones drill | Détente       | Détente            | Développé couché | Test Wonderlic |
| Taille             | Poids          | Bras            | Main           | 40 yards | 10 yards | 20 yards | Shuttle 20 yards | 3 cones drill | verticale     | horizontale        | Développé couché | Test Wonderlic |
| 1,94m (6 ft 4¼ in) | 137kg (302 lb) | 86 cm (33 ⅞ in) | 24 cm (9 ⅝ in) | 4,97 s   | 1,78 s   | 2,90 s   | 4,44 s           | 7,37 s        | 81 cm (32 in) | 2,90 m (9 ft 6 in) | 22 reps          | -              |